# Laurent Cantet
Pour les articles homonymes, voir Cantet.
Laurent Cantet est un réalisateur et scénariste français de cinéma et de télévision, né le 11 avril 1961 à Melle (Deux-Sèvres) et mort le 25 avril 2024 dans le 20e arrondissement de Paris.
Il remporte la Palme d'or au festival de Cannes 2008 pour son film Entre les murs.

## Biographie

### Origines
Laurent Cantet naît le 11 avril 1961 à Melle dans les Deux-Sèvres, de parents instituteurs à Ardilleux (Deux-Sèvres),.

### Formation au cinéma
Laurent Cantet obtient une maîtrise d'audiovisuel à Marseille, puis intègre l'IDHEC en 1984, où il se lie d'amitié avec de futurs cinéastes tels Dominik Moll, Vincent Dietschy ou encore Gilles Marchand, qui l'engage plus tard comme chef-opérateur de son premier court métrage, L'Étendu en 1987. Entretemps, il décroche le diplôme de cette école, avec un film de fin d'études intitulé Chercheurs d'or.

### Carrière

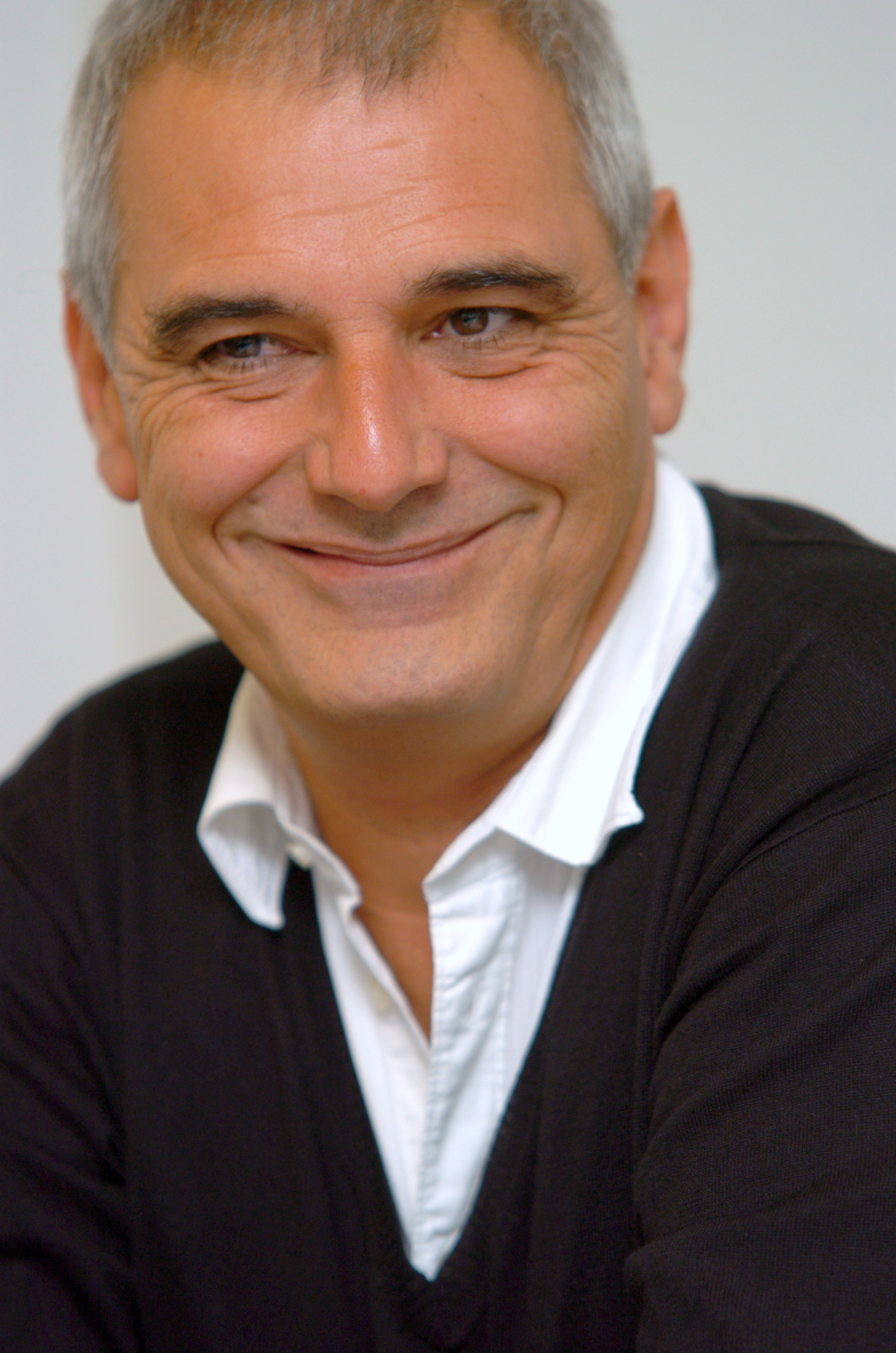
Laurent Cantet, le 23 septembre 2008 à Paris.

Les deux premières œuvres cinématographiques de Laurent Cantet en tant que réalisateur sont deux courts métrages : Tous à la manif, en 1994, interprété notamment par John Bertin et Michel Brun et qui reçoit le prix Jean-Vigo en 1995, puis Jeux de plage, avec entre autres Jean Lespert, Jalil Lespert et Julia Minguet, sorti la même année.
En 1998, il réalise le téléfilm Les Sanguinaires pour Arte dans le cadre de la collection 2000 vu par... qui regroupe onze réalisateurs et réalisatrice français et internationaux.
En 2000, il se fait mieux connaître du grand public avec son film Ressources humaines qui a la particularité d'avoir été diffusé à la télévision (Arte, chaîne coproductrice du film) la veille de sa sortie en salles. En 2001, le long métrage est notamment récompensé par le César de la meilleure première œuvre et par celui du meilleur espoir masculin pour Jalil Lespert.
Le 25 mai 2008, Cantet reçoit la Palme d'or lors du  61e Festival de Cannes, à l'unanimité du jury, pour son film Entre les murs. De 2008 à 2010, Entre les murs a été sélectionné 65 fois dans diverses catégories et a remporté treize récompenses,.
En 2010, il se mobilise pour la cause des travailleurs sans-papiers en grève aux côtés de nombreux cinéastes et artistes.
En novembre 2015, il participe aux côtés de Cédric Klapisch, Pascale Ferran et Alain Rocca, à la création et au lancement de LaCinetek, première plateforme de VOD consacrée au cinéma de patrimoine.
En 2017, il est président du comité de sélection de l'aide à la post-production de la société Lumières Numériques.
Sa dernière apparition publique remonte à septembre 2023 pour présenter, aux côtés d’autres cinéastes (Pascale Ferran, Cédric Klapisch, Bertrand Bonello, Rebecca Zlotowski, Michel Hazanavicius, Olivier Nakache et Éric Toledano), la nouvelle version de LaCinetek sous-titrée La Cinémathèque des cinéastes.

### Engagement
Laurent Cantet est membre du collectif 50/50 qui a pour but de promouvoir l’égalité des femmes et des hommes et la diversité dans le cinéma et l’audiovisuel,.

### Mort
Laurent Cantet meurt le 25 avril 2024 dans le 20e arrondissement de Paris à l'âge de 63 ans, des suites d'un cancer,,. Ses obsèques se déroulent dans la plus stricte intimité.

## Filmographie

### Réalisateur

#### Courts métrages
- 1994 : Tous à la manif (disponible en ligne)
- 1995 : Jeux de plage
- 2011 : Sept Jours à La Havane (film à sketches) : segment La fuente

#### Longs métrages

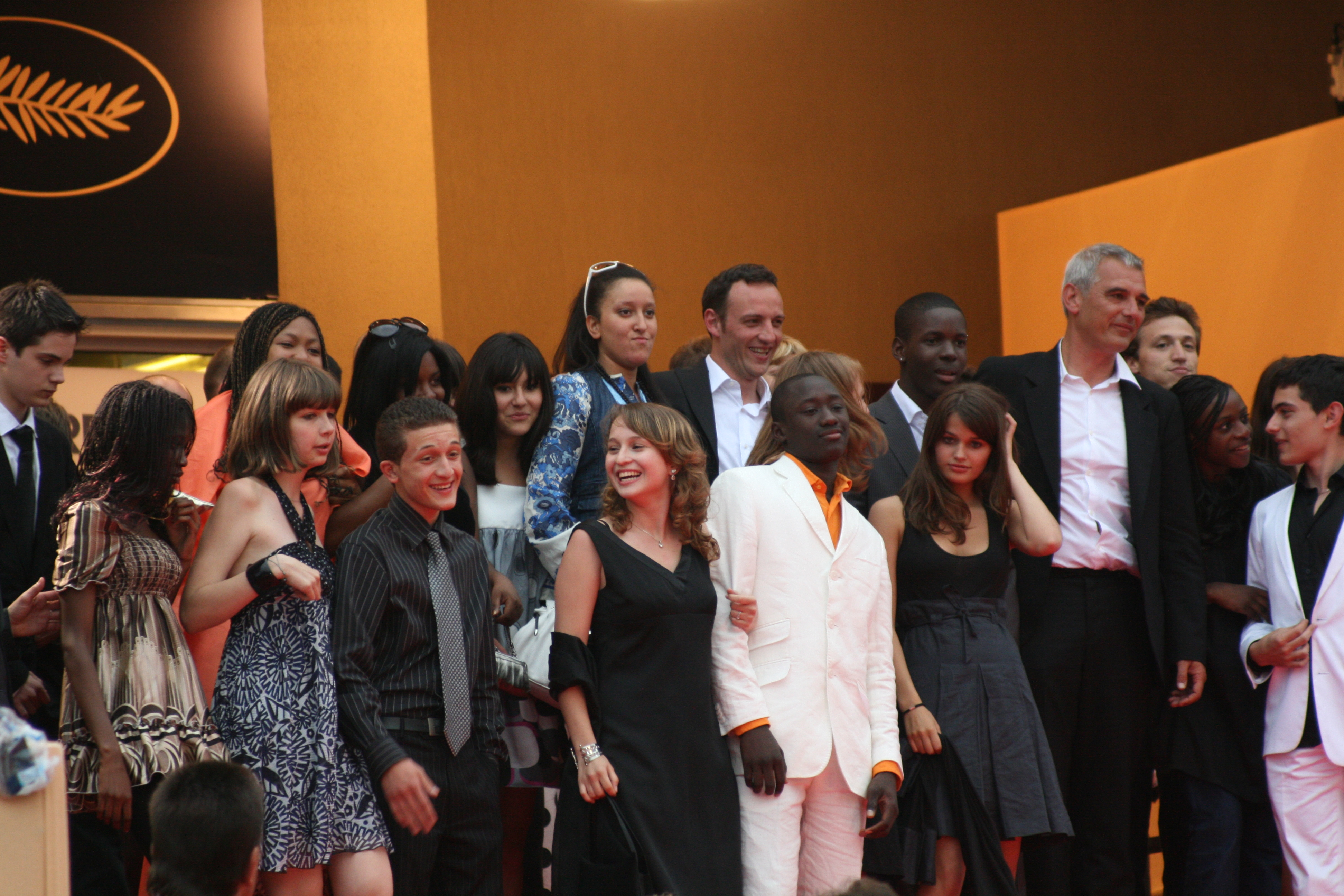
Descente des marches au Festival de Cannes 2008, après la présentation du film Entre les murs.

- 1998 : Les Sanguinaires (téléfilm dans le cadre de la collection 2000 vu par...)
- 2000 : Ressources humaines
- 2001 : L'Emploi du temps
- 2005 : Vers le sud
- 2008 : Entre les murs
- 2012 : Foxfire
- 2014 : Retour à Ithaque
- 2017 : L'Atelier
- 2021 : Arthur Rambo

### Scénariste
- 1994 : Tous à la manif (disponible en ligne)
- 1995 : Jeux de plage (court métrage)
- 1998 : Les Sanguinaires (téléfilm)
- 2000 : Ressources humaines
- 2001 : L'Emploi du temps
- 2005 : Vers le sud
- 2008 : Entre les murs
- 2011 : Sept Jours à La Havane, segment La fuente
- 2012 : Foxfire
- 2014 : Retour à Ithaque
- 2017 : L'Atelier
- 2025 : Enzo de Robin Campillo

### Directeur de la photographie
- 1987 : L'Étendu de Gilles Marchand (court métrage)
- 1993 : Cette nuit de Vincent Dietschy (moyen métrage)
- 1994 : Joyeux Noël de Gilles Marchand (court métrage)

### Autre
En 2009, Laurent Cantet apparaît dans le documentaire La Dérive douce d'un enfant de Petit-Goâve de Pedro Ruiz, où il parle de l'écrivain haïtien Dany Laferrière et du roman La Chair du Maître, roman à l'origine du scénario de son film Vers le sud.

## Distinctions

### Récompenses
- Festival du film de Belfort - Entrevues 1999 : Grand prix du film français pour Ressources humaines
- Festival international du film de Saint-Sébastien 1999 : Prix au meilleur réalisateur débutant pour Ressources humaines
- Festival international du film de Thessalonique 1999 : Prix du meilleur scénario pour Ressources humaines
- César 2001 : Meilleure première œuvre pour Ressources humaines
- Festival de Cannes 2008 : Palme d'or pour Entre les murs
- César 2009 : Meilleure adaptation avec Robin Campillo et François Bégaudeau pour Entre les murs

### Nominations
- Prix du cinéma européen 2001 : Meilleur scénariste pour L'Emploi du temps
- César 2001 : César du meilleur scénario original ou adaptation avec Gilles Marchand pour Ressources humaines
- César 2009 : César du meilleur film et au César du meilleur réalisateur pour Entre les murs
- Oscars 2009 : Oscar du meilleur film étranger pour Entre les murs

### Vidéo
- Rencontre avec Laurent Cantet au  Forum des images en janvier 2013.